# Adulterio
El adulterio (del latín adulterium) se refiere un tipo de sexo extramarital que es considerado objetable por motivos sociales, religiosos, morales o legales. Se refiere pues a la unión sexual de dos personas cuando uno o ambos están casados con otra persona, cometiendo de esta manera una infidelidad. El diccionario de la lengua española lo define como una «relación sexual voluntaria entre una persona casada y otra que no sea su cónyuge». Aunque el tipo de actividades sexuales que constituyen adulterio varían, así como sus consecuencias sociales, religiosas o legales, el concepto existe en muchas culturas y es similar en el cristianismo, el judaísmo y el islam. El adulterio es considerado por muchas jurisdicciones penales como una ofensa a la moral pública, que socava la relación matrimonial.

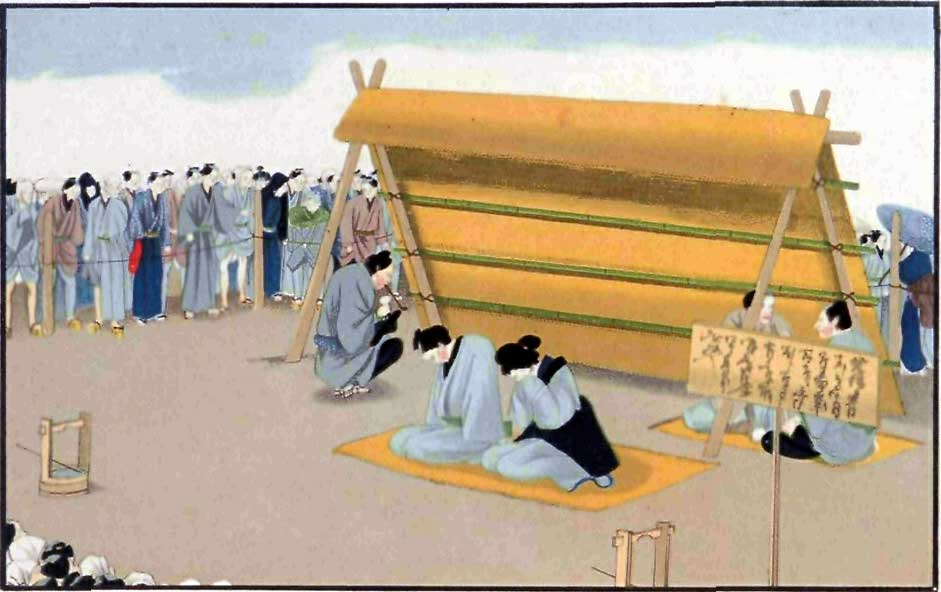
Litografía publicada en Londres alrededor de 1860, que muestra a una pareja japonesa durante un juicio público por adulterio.

Históricamente, muchas culturas han censurado moralmente el adulterio o lo han considerado un delito muy grave, en algunos casos sujeto a severos castigos, usualmente para la mujer y a veces para el hombre, con penas que incluían la pena capital, la mutilación o la tortura (si bien esto no ha impedido que muchas personas lo practiquen), dependiendo del país que rigen. Tales castigos han ido perdiendo popularidad, especialmente en los países occidentales a partir del siglo XIX. En los países en los que el adulterio sigue siendo un delito, los castigos van desde las multas hasta los azotes e incluso la pena capital. Desde el siglo XX, las leyes penales contra el adulterio se han vuelto controversiales, y la mayoría de los países occidentales han despenalizado el adulterio. 
Con todo, incluso en las jurisdicciones que han despenalizado el adulterio, éste puede seguir teniendo consecuencias legales, sobre todo en las jurisdicciones con leyes de divorcio basadas en la culpa. El adulterio puede ser considerado por el tribunal de familia correspondiente como una causal de divorcio culposo, dependiendo el ordenamiento jurídico de cada país, y puede por lo tanto ser un factor en la liquidación de bienes, la custodia de los hijos, la denegación de la pensión alimenticia, etc. El adulterio no es causal de divorcio en jurisdicciones que han adoptado un modelo de divorcio sin necesidad de culpa.
Organizaciones internacionales han pedido la despenalización del adulterio, especialmente a la luz de varios casos de lapidación de gran repercusión que se han producido en países como Irán, Malí o Somalia (véase Lapidación). La jefa del órgano de expertos de las Naciones Unidas encargado de identificar formas de eliminar las leyes que discriminan a las mujeres o que son discriminatorias para ellas en términos de aplicación o impacto, Kamala Chandrakirana, ha declarado que: «El adulterio no debe clasificarse en absoluto como un delito penal». Una declaración conjunta del Grupo de Trabajo de las Naciones Unidas sobre la discriminación contra la mujer en la ley y en la práctica afirma que: «El adulterio como delito penal viola los derechos humanos de las mujeres».
En los países musulmanes que siguen la sharia en asuntos de justicia penal, el castigo por adulterio puede ser la lapidación. Para 2014, había quince países en los que la lapidación estaba autorizada como castigo legal, aunque en los últimos tiempos solo se ha llevado a cabo legalmente en Irán y Somalia. La mayoría de los países que penalizan el adulterio son aquellos en los que la religión dominante es el islam, y varios países del África subsahariana de mayoría cristiana, pero hay algunas excepciones notables a esta regla, como Filipinas y varios estados de los Estados Unidos. En algunas jurisdicciones, mantener relaciones sexuales con la esposa del rey o la esposa de su hijo mayor constituye traición.

## Descripción general
El término adulterio se refiere a actos sexuales entre una persona casada y alguien que no sea su cónyuge. Puede surgir en varios contextos. En el derecho penal, el adulterio era un delito en muchos países en el pasado, y sigue siendo un delito en algunos países en la actualidad. En el derecho de familia, el adulterio puede ser un motivo de divorcio, siendo la definición legal de adulterio «el contacto físico con un órgano ajeno e ilícito», mientras que en algunos países hoy en día, el adulterio no es en sí mismo motivo de divorcio. Los actos sexuales extramatrimoniales que no se ajustan a esta definición no son «adulterio», aunque pueden constituir un «comportamiento irrazonable», también causal de divorcio.
Otra cuestión relacionada es la de la paternidad de un hijo o hija. La aplicación del término al acto parece surgir de la idea de que «el coito criminal con una mujer casada... tendía a adulterar la cuestión [de los hijos] de un marido inocente... y a exponerle a mantener y proveer a los [hijos] de otro hombre». Así, se corrompe la «pureza» de los hijos de un matrimonio y se altera la herencia.
En el derecho arcaico, existía un agravio (tort) en el derecho anglosajón por la llamada «conversación criminal» derivada del adulterio, siendo "conversación" un eufemismo arcaico para referirse a las relaciones sexuales. Se trataba de una acción de responsabilidad civil interpuesta por el marido contra un tercero («el otro») que interfería en la relación matrimonial.
Algunas leyes sobre el adulterio establecen diferencias en función del sexo de los participantes, por lo que a menudo se consideran discriminatorias, y en algunas jurisdicciones han sido anuladas por los tribunales, normalmente porque discriminan a las mujeres.
El término adulterio, en lugar del de sexo extramarital, implica una condena moral del acto; como tal, no suele ser un término neutro porque lleva implícito un juicio de que el acto es malo.
El adulterio se refiere a relaciones sexuales que no están oficialmente legitimadas; por ejemplo, no se refiere a tener relaciones sexuales con múltiples parejas en el caso de la poligamia (cuando un hombre está casado con más de una esposa a la vez, lo que se llama poliginia; o cuando una mujer está casada con más de un marido a la vez, lo que se llama poliandria) o incluso en el caso del poliamor, cuando su práctica es consensuada.

## Perspectivas en la religión

### Mundo grecorromano
En el mundo grecorromano existían leyes estrictas contra el adulterio, pero éstas se aplicaban solo a las relaciones sexuales con mujeres casadas. En el derecho romano temprano, el jus tori pertenecía al marido, y por lo tanto, no era un delito contra la esposa que el marido tuviera relaciones sexuales con una esclava o una mujer soltera. Los maridos romanos se aprovechaban a menudo de tal inmunidad legal. Así, el historiador Esparciano narra que Vero, el colega imperial de Marco Aurelio, no dudó en declararle a su esposa que le reprochaba que: «Uxor enim dignitatis nomen est, non voluptatis». ('Esposa' connota rango, no placer sexual, o más literalmente «Esposa es el nombre de la dignidad, no de la dicha») (Vero, V).
Más adelante en la historia romana, como ha demostrado William E.H. Lecky, es posible que haya ganado terreno, al menos en teoría, la idea de que el marido debía una fidelidad similar a la exigida a la esposa. Lecky deduce esto de la máxima legal de Ulpiano: «Parece muy injusto que un hombre exija a una esposa la castidad que él mismo no practica».
Según Plutarco, el «préstamo» de esposas practicado entre algunas personas también fue fomentado por Licurgo, aunque por un motivo distinto al que incitaba la práctica (Plutarco, Licurgo, XXIX). La reconocida licencia de los maridos griegos puede verse en el siguiente pasaje de la Oración contra Neaera pseudodemosténica:
Tenemos amantes para nuestros placeres, concubinas para la asistencia constante, y esposas para que nos den hijos legítimos y sean nuestras fieles amas de casa. Sin embargo, a causa del mal causado al marido solamente, el legislador ateniense Solón permitió que cualquier hombre matara a un adúltero al que hubiera atrapado en el acto. (Plutarco, Solón)
La Ley Julia romana, Lex Iulia de Adulteriis Coercendis (17 a. C.), castigaba el adulterio con el destierro. Los dos culpables eran enviados a diferentes islas («dummodo in diversas insulas relegentur»), y se confiscaba parte de sus bienes. A los padres se les permitía matar a las hijas y a sus parejas en el adulterio. Los maridos podían matar a las parejas en determinadas circunstancias y estaban obligados a divorciarse de esposas adúlteras.

#### Cristianismo

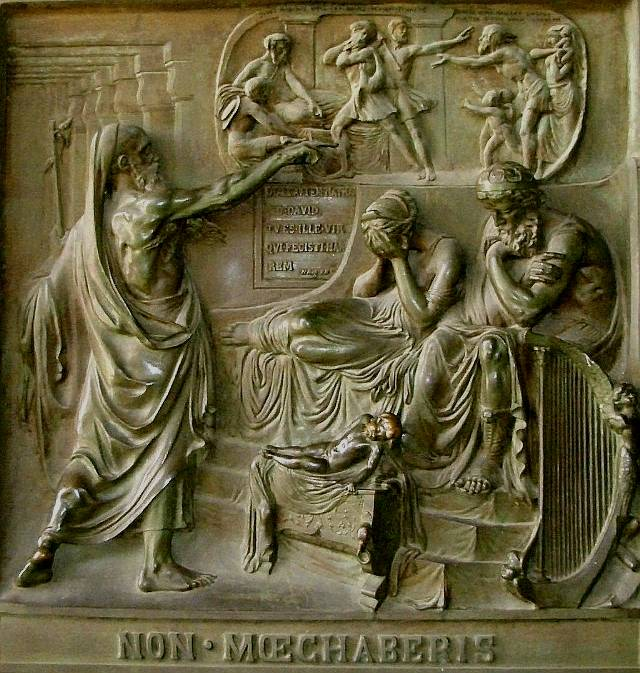
'No cometerás adulterio' (Natán se enfrenta a David); bajorrelieve de bronce en la puerta de la Iglesia de la Madeleine, París.

### Estados Unidos

Legalidad y despenalización del adulterio en los Estados Unidos
El adulterio es un delito grave
El adulterio es un delito menor
----
El adulterio fue despenalizado entre 2010 y el presente
El adulterio fue despenalizado entre 1990 y 2010
El adulterio fue despenalizado antes de 1990
----
El adulterio nunca fue penalizado o se desconoce la fecha de despenalización

### Países islámicos

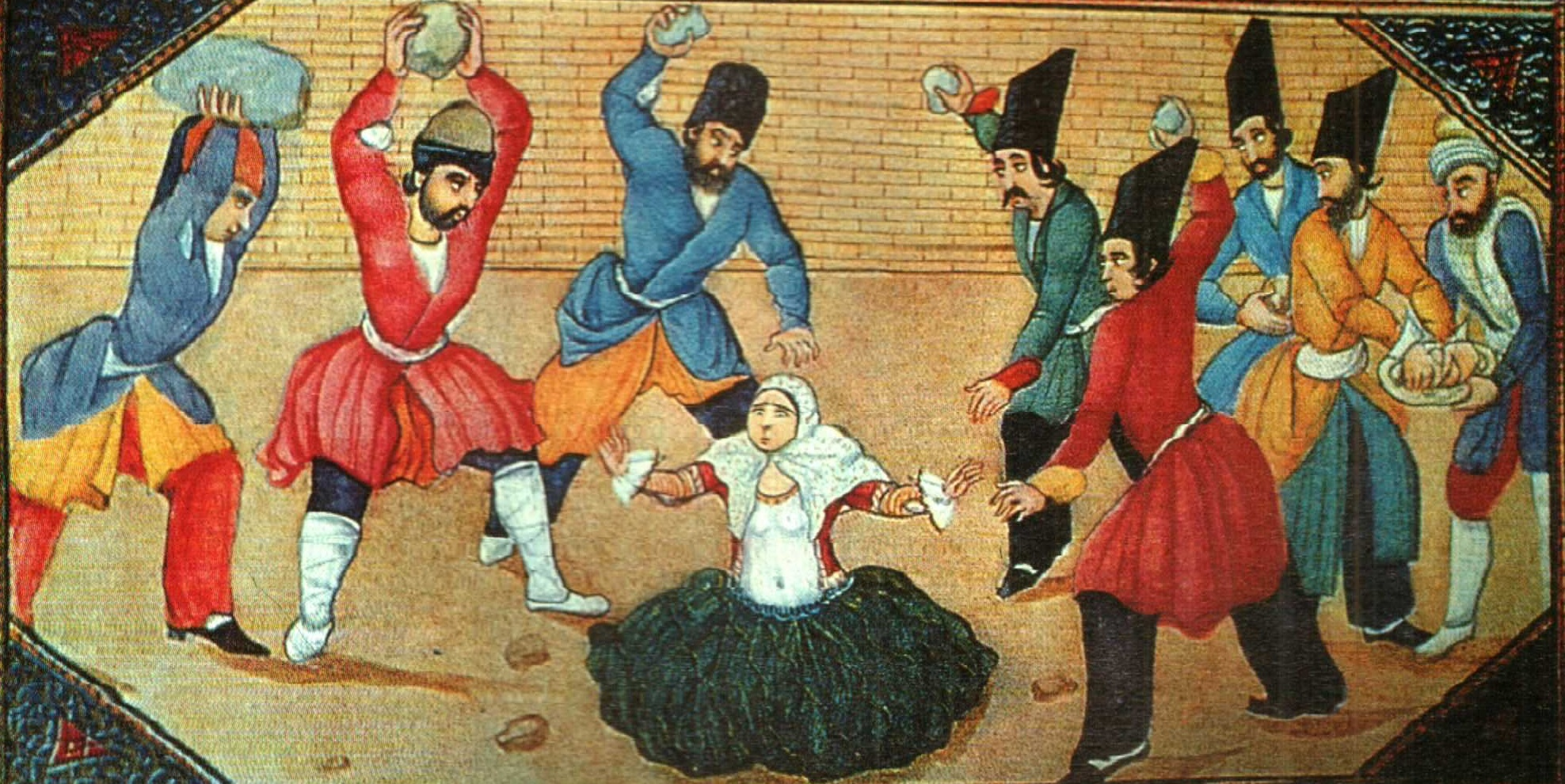
Lapidación de una mujer en el mundo Islámico.

### Religiones abrahámicas
Si se está casado y se tienen relaciones sexuales con otra persona, se está cometiendo adulterio. Hay quienes creen que, en la caracterización anterior, se da un sentido amplio a «relaciones sexuales». Según el Islam, el cristianismo, y el judaísmo, el adulterio es una violación grave a la Ley de Dios, el cual menciona en sus Mandamientos: «No cometerás adulterio». (Éxodo, 20:14; Deuteronomio, 5:18; 1 Corintios 6:9). Ergo, incurrir deliberadamente en el mismo se considera un pecado mortal.